# David Barrera

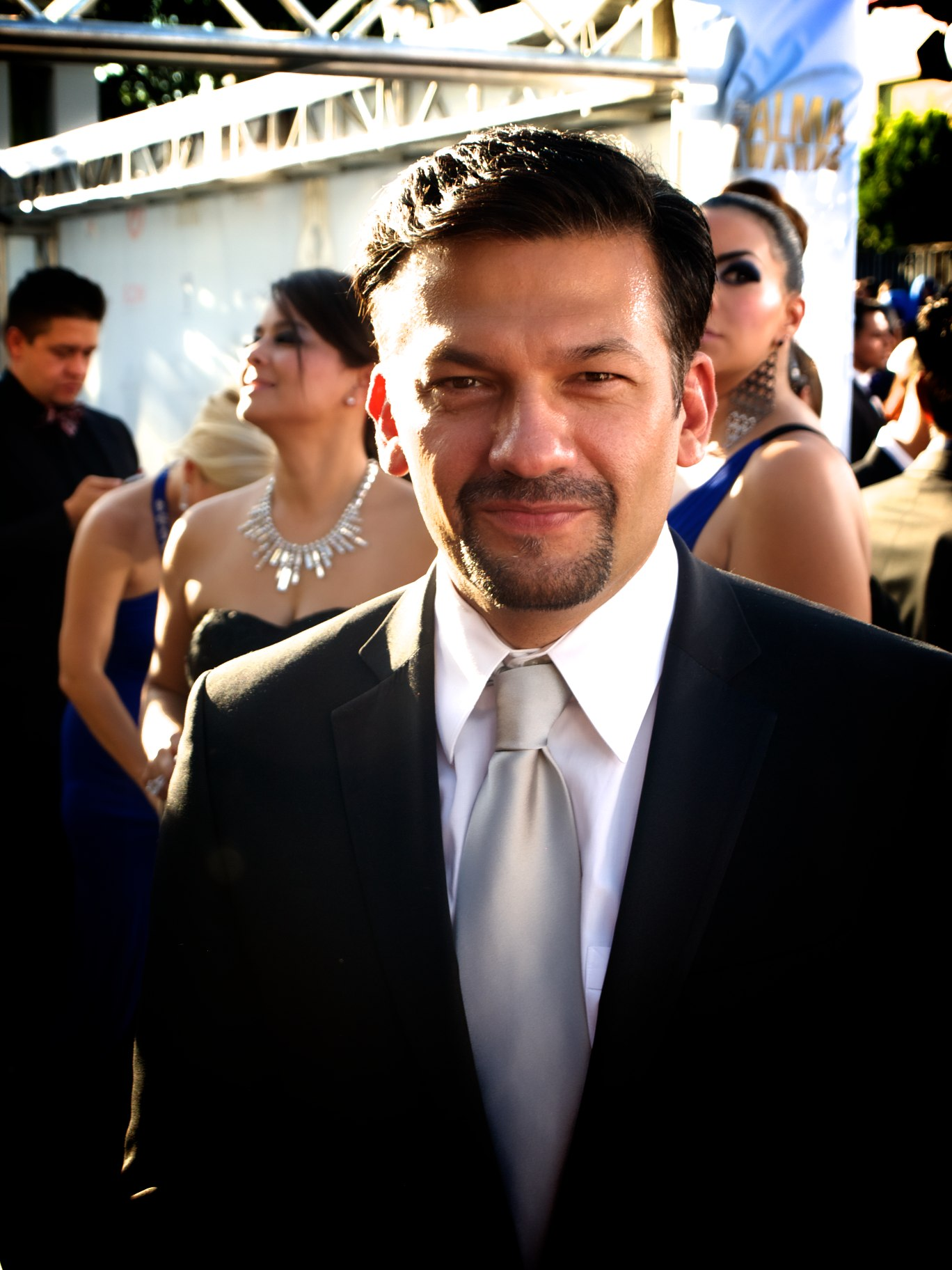
David Barrera bei den ALMA Awards (2012)

David Joel Barrera (* 28. Dezember 1968 in San Juan, Texas) ist ein US-amerikanischer Schauspieler bolivianischer Abstammung.

## Leben und Karriere
David Barrera wurde als siebtes von insgesamt acht Kindern in San Juan geboren, wo er auch aufwuchs. Er besuchte die Pharr-San Juan-Alamo High School, wo er am dortigen Theaterprogramm teilnahm. Später, nach der Schule, erwarb er einen Bachelor of Fine Arts von der Southern Methodist University in Theater und einen Master of Fine Arts von der University of California, San Diego, wo er in seinem dortigen dritten Jahr mit dem Princess Grace Award für Schauspiel geehrt wurde.
Nach dem Abschluss zog es ihn nach Los Angeles, wo er seitdem lebt und 1995 in der Rolle eines FBI-Agenten im Film Das Yakuza-Kartell erstmals vor der Kamera zu sehen war. Seitdem bringt er es auf nahezu 100 Film- und Fernsehproduktionen, an denen er mitwirkte, darunter erfolgreich laufende bzw. gelaufene Serien wie Renegade – Gnadenlose Jagd, Diagnose: Mord, Pretender, JAG – Im Auftrag der Ehre, Pacific Blue – Die Strandpolizei, Strong Medicine: Zwei Ärztinnen wie Feuer und Eis, 24, Emergency Room – Die Notaufnahme, Nip/Tuck – Schönheit hat ihren Preis, CSI: NY, Boston Legal, Medium – Nichts bleibt verborgen, The West Wing – Im Zentrum der Macht, Navy CIS, The Closer, The Mentalist, Southland, Grimm, The Big Bang Theory, Castle, American Horror Story, Navy CIS: L.A., Criminal Minds oder Bosch.
Daneben übernahm er auch wiederkehrende Rollen, so etwa in Murder One, New York Cops – NYPD Blue, Shark, The Bridge – America oder Generation Kill. In letzterer spielte er als Gunnery Sgt. Ray Griego wohl seine bislang bekannteste Rolle.
Weitere Filmauftritt verbuchte er etwa mit Auge um Auge, Fast Helden, State of Mind oder Evan Allmächtig. Darüber hinaus leiht er auch hin und wieder Videospielfiguren seine Stimme, etwa in Need for Speed: Underground oder Saints Row.
Seit 1999 ist Barrera mit seiner Schauspielkollegin Maria Canals-Barrera verheiratet. Gemeinsam haben sie zwei Töchter.

## Filmografie (Auswahl)
- 1995: Das Yakuza-Kartell (No Way Back)
- 1995: First Time Out (Fernsehserie, 2 Episoden)
- 1996: Auge um Auge (Eye for an Eye)
- 1996: Space 2063 (Fernsehserie, Episode 1x16)
- 1996: Eine Liebe für die Unendlichkeit (Infinity)
- 1996–1997: L.A. Firefighters (Fernsehserie, 2 Episoden)
- 1997: Murder One: Diary of a Serial Killer (Mini-Serie, 6 Episoden)
- 1997: Renegade – Gnadenlose Jagd (Renegade, Fernsehserie, Episode 5x14)
- 1997: Diagnose: Mord (Diagnosis Murder, Fernsehserie, Episode 4x21)
- 1997: Murder One (Fernsehserie, 4 Episoden)
- 1997: Pensacola – Flügel aus Stahl (Pensacola, Fernsehserie, Episode 1x02)
- 1997: Pretender (Fernsehserie, Episode 2x01)
- 1998: Fast Helden (Almost Heroes)
- 1998–2001: New York Cops – NYPD Blue (NYPD Blue, Fernsehserie, 7 Episoden)
- 1999: JAG – Im Auftrag der Ehre (JAG, Fernsehserie, Episode 5x03)
- 2000: Pacific Blue – Die Strandpolizei (Pacific Blue, Fernsehserie, Episode 5x16)
- 2000: City of Angels (Fernsehserie, 2 Episoden)
- 2000: Ballad of a Soldier
- 2001: Strong Medicine: Zwei Ärztinnen wie Feuer und Eis (Strong Medicine, Fernsehserie, Episode 1x17)
- 2001: The Barrio Murders
- 2001: That’s Life (Fernsehserie, 2 Episoden)
- 2001: 24 (Fernsehserie, Episode 1x05)
- 2002: American Family (Fernsehserie, Episode 1x03)
- 2002: Emergency Room – Die Notaufnahme (ER, Fernsehserie, Episode 9x04)
- 2003: State of Mind
- 2003: Nip/Tuck – Schönheit hat ihren Preis (Nip/Tuck, Fernsehserie, Episode 1x06)
- 2003: Without a Trace – Spurlos verschwunden (Without a Trace, Fernsehserie, Episode 2x05)
- 2004: CSI: NY (Fernsehserie, Episode 1x06)
- 2005: How the Garcia Girls Spent Their Summer
- 2005: Boston Legal (Fernsehserie, Episode 1x15)
- 2005: Girls Never Call
- 2005: Medium – Nichts bleibt verborgen (Medium, Fernsehserie, Episode 2x02)
- 2005: Veronica Mars (Fernsehserie, Episode 2x08)
- 2006: The West Wing – Im Zentrum der Macht (Fernsehserie, Episode 7x10)
- 2006: CSI: Miami (Fernsehserie, Episode 5x05)
- 2006–2008: Shark (Fernsehserie, 3 Episoden)
- 2007: Navy CIS (NCIS, Fernsehserie, Episode 4x13)
- 2007: Heroes (Fernsehserie, Episode 1x18)
- 2007: Evan Allmächtig (Evan Allmighty)
- 2008: Generation Kill (Fernsehserie, 7 Episoden)
- 2008: The Closer (Fernsehserie, Episode 4x09)
- 2009: Cruzando
- 2009: Raising the Bar (Fernsehserie, Episode 2x12)
- 2010: The Mentalist (Fernsehserie, Episode 2x14)
- 2010: In Plain Sight – In der Schusslinie (In Plain Sight, Fernsehserie, Episode 3x10)
- 2010: Die Zauberer vom Waverly Place (The Wizards of Waverly Place, Fernsehserie, Episode 4x02)
- 2011: Human Target (Fernsehserie, Episode 2x07)
- 2011: The Defenders (Fernsehserie, Episode 1x14)
- 2011: Generator Rex (Fernsehserie, 2 Episoden)
- 2011: The Trainee (Fernsehserie, 3 Episoden)
- 2012: Southland (Fernsehserie, 2 Episoden)
- 2012: Fairly Legal (Fernsehserie, Episode 2x05)
- 2012: Grimm (Fernsehserie, Episode 2x09)
- 2014: 10.0 – Das Erdbeben-Inferno (10.0 Earthquake)
- 2014: Tödliche Freundschaft (Death Clique Fernsehfilm)
- 2014: The Night Shift (Fernsehserie, Episode 1x08)
- 2014: The Big Bang Theory (Fernsehserie, Episode 8x01)
- 2014: The Bridge – America (Fernsehserie, 6 Episoden)
- 2014: Castle (Fernsehserie, Episode 7x04)
- 2014: The Curious Story of Spurious Falls
- 2015: Mom (Fernsehserie, Episode 2x14)
- 2015: I Am Gangster
- 2015: American Horror Story (Fernsehserie, Episode 5x07)
- 2016: Navy CIS: L.A. (NCIS: L.A., Fernsehserie, Episode 7x23)
- 2016: Run the Tide
- 2016: Shut Eye (Fernsehserie, 2 Episoden)
- 2017: Criminal Minds (Fernsehserie, Episode 12x13)
- 2017: The Orville (Fernsehserie, Episode 1x03)
- 2017: Chance (Fernsehserie, 3 Episoden)
- 2018: Crave: The Fast Life
- 2018: Ready Player One
- 2018: Bosch (Fernsehserie, 4 Episoden)
- 2019: SEAL Team (Fernsehserie, Episode 2x12)
- 2019: What/If (Fernsehserie, 4 Episoden)
- 2020: Selena: Die Serie (Selena: The Series, Fernsehserie, Episode 1x01)
- 2021: Niemand kommt hier lebend raus (No One Gets Out Alive)
- 2022: Strong Fathers, Strong Daughters
- 2022: Dahmer – Monster: Die Geschichte von Jeffrey Dahmer (Dahmer, Miniserie, 3 Episoden)